# NGC 19
NGC 19 és una galàxia espiral a la constel·lació d'Andròmeda.